# Harald Knudsen
Harald Knudsen (* 26. April 1941 in Münster) ist ein evangelischer Theologe.

## Leben
Er studierte nach dem Abitur (1960) evangelische Theologie mit den Schwerpunkten Systematische Theologie und Religionsphilosophie in Münster, Tübingen, Heidelberg und Berlin. Nach der Promotion am 1969 bei Paul Wrzecionko zum Dr. theol. in Münster absolvierte er das Vikariat (1970–1971) in den Bodelschwinghschen Anstalten in Bethel. Von 1971 bis 1972 war er Pastor in einer Dortmunder Bergarbeitergemeinde. 1972/1973 war er in Berlin Pfarrer in einem Hospital für chronisch Kranke. Wissenschaftlicher Assistent an der Kirchlichen Hochschule Berlin war er von 1973 bis 1977 bei Johannes Wirsching (Systematische Theologie). Nach dem Abschluss 1977 einer Ausbildung als Psychoanalytiker und Gruppenpsychotherapeut wurde er 1977 Pfarrer in der Karl-Bonhoeffer-Nervenklinik in Berlin, von 1982 bis 1992 Gemeindepfarrer.
Nach der Habilitation 1980 lehrte er an der Kirchlichen Hochschule. Seit 1991 ist er außerplanmäßiger Professor für Systematische Theologie an der Humboldt-Universität Berlin. Seit 1992 war er Pfarrer in der Landesklinik für Neurologie und Psychiatrie in Brandenburg an der Havel.